# Telipogon biolleyi
Telipogon biolleyi är en orkidéart som beskrevs av Rudolf Schlechter. Telipogon biolleyi ingår i släktet Telipogon och familjen orkidéer. Inga underarter finns listade i Catalogue of Life.